# Obština Varna
Obština Varna (bulharsky Община Варна) je bulharská jednotka územní samosprávy ve Varenské oblasti. Leží ve východním Bulharsku u Černého moře. Sídlem obštiny je město Varna, kromě něj zahrnuje obština 5 vesnic. Žije zde přes 360 tisíc obyvatel.

## Sídla
Všechna sídla v obštině jsou samosprávná.
| - Kamenar - Kazaško - Konstantinovo | - Topoli - Varna (sídlo správy) - Zvezdica |

Město Varna se dělí na pět rajónů.

## Sousední obštiny
| Růžice kompasu | Aksakovo |               |  | Růžice kompasu |
| Růžice kompasu | Beloslav | Sever         |  | Růžice kompasu |
| Růžice kompasu | Beloslav | Obština Varna |  | Růžice kompasu |
| Růžice kompasu | Beloslav | Jih           |  | Růžice kompasu |
| Růžice kompasu | Avren    |               |  | Růžice kompasu |

## Obyvatelstvo
K 15. březnu 2025 v obštině žilo 361 440 obyvatel a bylo zde trvale hlášeno 380 848 obyvatel. Podle sčítání 7. září 2021 bylo národnostní složení následující:
- Bulhaři: 276 499 (94.3 %)
- Turci: 8 883 (3.0 %)
- Romové: 1 836 (0.6 %)
- ostatní[p 3]: 6 056 (2.1 %)

V období 2011 až 2021 v obštině ubylo 1 906 obyvatel.